# Noitibó-de-nechisar
Noitibó-de-nechisar (Caprimulgus solala) é uma espécie de ave da família Caprimulgidae.
É endémica da Etiópia.
Os seus habitats naturais são: campos de gramíneas subtropicais ou tropicais secos de baixa altitude.
Está ameaçada por perda de habitat.